# Vicia caesarea
Vicia caesarea är en ärtväxtart som beskrevs av Pierre Edmond Boissier och Benedict Balansa. Vicia caesarea ingår i släktet vickrar, och familjen ärtväxter. Inga underarter finns listade i Catalogue of Life.